# Power & the Glory
《Power & the Glory》는 1983년 3월, 카레어 레코드에서 발매한 영국의 헤비 메탈 밴드 색슨의 다섯 번째 스튜디오 음반이다. 이 음반은 새로운 드러머 나이절 글로클러가 참여한 첫 번째 스튜디오 음반으로 1982년 가을, 조지아주 애틀랜타에서 녹음되었다.

## 평가
| 전문가 평가                      | 전문가 평가 |
| 평가 점수                        | 평가 점수   |
| 출처                             | 점수        |
| -------------------------------- | ----------- |
| AllMusic                         | [ 2 ]       |
| Collector's Guide to Heavy Metal | 10/10       |

이 음반은 영국 음반 차트에서 15위로 정점을 찍었다. 스웨덴, 노르웨이, 프랑스, 독일의 메탈 차트에서 전 세계적으로 150만 장 이상 판매되어 1위를 차지했다. 이 음반은 미국에서 빌보드 200에 진입한 최초의 음반으로, 155위로 정점을 찍었다.
에두아르도 리바다비아의 회고적인 올뮤직 리뷰는 이 음반에 별 다섯 개 중 세 개를 부여했다. 리바다비아는 이 음반이 "매우 큰 깡통이긴 하지만 깡통에 녹음된 것처럼 들린다"고 말하며 밴드의 과거 음반에서 들리는 "크고, 얼굴을 맞대고, 지저분한" 사운드를 제거했다고 말하며 믹싱을 비판했습니다. 또한 〈Redline〉, 〈Warrior〉, 〈This Town Rocks〉의 프로토 스래싱으로 인해 몇 가지 불꽃이 튀었음에도 불구하고 결국 색슨의 라이브 레퍼토리에서 자주 자리를 차지할 수 있을 만큼 충분한 지속력(그리고 영광)을 보여준 것은 무반주 타이틀곡뿐"이라고 비판했다. 캐나다 저널리스트 마틴 포포프는 정반대의 글을 쓰고 《Power & the Glory》를 색슨의 최고의 음반으로 꼽으며 "새로운 엉덩이를 걷어차는 드러머 나이젤 글로클러"가 "이제 실현된 NWOBHM의 이상의 구현체인 메탈 마술을 작업하는 데 기여한 작품"을 칭찬했다.

## 곡 목록
모든 곡들은 비프 바이퍼드, 폴 퀸, 그레이엄 올리버, 스티브 도슨 그리고 나이절 글로클러에 의해 작사/작곡하였다.
| #  | 제목                    | 재생 시간 |
| -- | ----------------------- | --------- |
| 1. | 〈Power and the Glory〉 | 5:57      |
| 2. | 〈Redline〉             | 3:38      |
| 3. | 〈Warrior〉             | 3:47      |
| 4. | 〈Nightmare〉           | 4:25      |

| #  | 제목                     | 재생 시간 |
| -- | ------------------------ | --------- |
| 5. | 〈This Town Rocks〉      | 3:58      |
| 6. | 〈Watching the Sky〉     | 3:43      |
| 7. | 〈Midas Touch〉          | 4:13      |
| 8. | 〈The Eagle Has Landed〉 | 6:56      |